# 굽킨

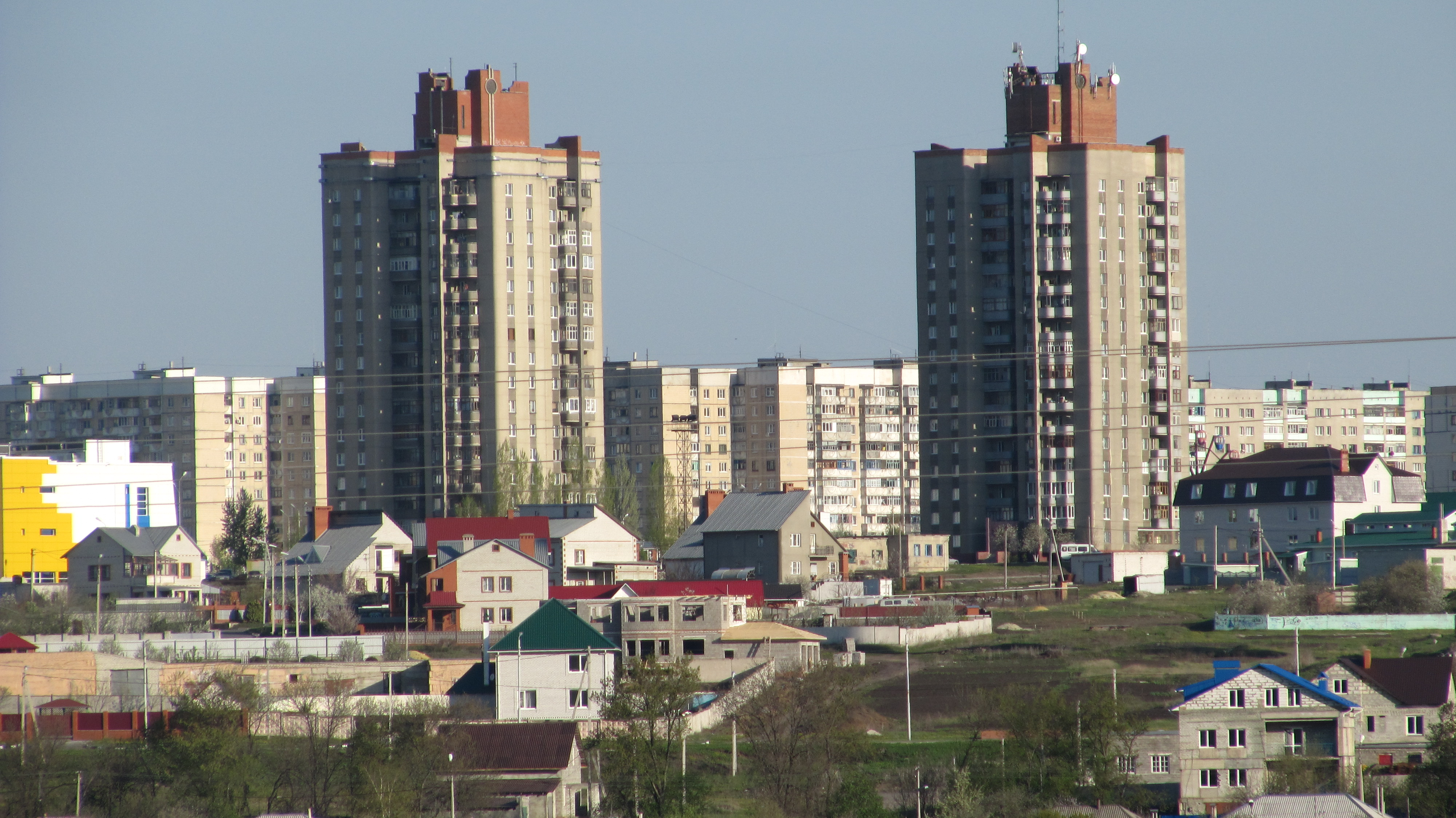

굽킨(러시아어: Губкин, 영어: Gubkin)은 벨고로드 주에 위치한 도시이다. 인구: 85,225 (2021년 인구 조사); 88,560 (2010년 인구 조사); 86,083 (2002년 인구 조사); 73,848 (1989년 인구 조사).